# النوبة (مصطلح)
النوبة هو مصطلح موجود في عدد من المصادر التاريخية التي تناقش النوبة القديمة والعصور الوسطى. معناه الدقيق غير مؤكد، حيث تبدو المصادر القديمة نفسها مشوشة حول المنطقة جنوب مصر. على الأرجح أنها تشير إلى مجموعتين منفصلتين: النوبة، شعب من جنوب شرق النوبة ،  وشعب آخر عُرفَ باسم نوباتي، وهي مجموعة مجهولة الأصل غزت النوبة خلال تراجع مروي، وعلى الأرجح أنهم  أسسوا مملكة نوباتيا وأعطوا اسمهم للنوبة نفسها.